# Polyblastia nidulans
Polyblastia nidulans är en lavart som först beskrevs av Christian Stenhammar, och fick sitt nu gällande namn av Arnold. Polyblastia nidulans ingår i släktet Polyblastia, och familjen Verrucariaceae. Arten är reproducerande i Sverige.